# The Constant Gardener (filme)
The Constant Gardener (bra: O Jardineiro Fiel; prt: O Fiel Jardineiro) é um filme britano-estadunidense de 2005, dos gêneros drama e suspense, dirigido por Fernando Meirelles, com roteiro de Jeffrey Caine baseado no romance homônimo de John le Carré, publicado em 2001.
O filme teve orçamento de de US$ 25 milhões e rendeu US$ 33,6 milhões na América do Norte e US$ 48,9 milhões em outros locais, totalizando US$ 82,5 milhões ao redor do mundo.

## Sinopse
The Constant Gardener apresenta a trajetória de Justin Quayle, um diplomata britânico lotado em Nairóbi, no Quênia, que decide investigar as razões do assassinato de sua esposa Tessa, uma ativista de direitos humanos.
No início, o interesse de Justin em jardinagem, aparentemente, é maior do que aquele pelos acontecimentos a sua volta. Escalado para substituir um colega em uma palestra, ele conhece e acaba se apaixonando por Tessa, após um breve desentendimento entre ambos devido à política externa britânica. Justin é transferido para a África e casa-se com Tessa, que por não conseguir controlar seu idealismo acaba por ser bastante criticada pelos colegas de Justin. Numa viagem a trabalho, Tessa é assassinada em condições muito suspeitas e todos tentam fazer Justin acreditar que ela o traía com Arnold, um médico que trabalhava junto com ela.
Ao persistir na investigação do assassinato de sua esposa, mesmo recebendo ameaças e "avisos" de amigos, Justin descobre-se em meio a uma teia de revelações mais profunda: sua esposa estava envolvida numa investigação sigilosa sobre uma conspiração internacional envolvendo governos e multinacionais do setor farmacêutico e testes de medicamentos em seres humanos. Segundo a investigação, sob o pretexto de ajudar a prevenir a disseminação da AIDS e distribuir gratuitamente medicamentos para seu tratamento no Quênia, uma grande empresa testava um novo medicamento contra a tuberculose e ocultando, pela manipulação dos testes, seus severos efeitos colaterais.
Após planejar como trazer a público a informação sobre todos os envolvidos no caso, Justin prepara-se para enfrentar seu destino, no mesmo lugar em que sua esposa foi assassinada, num final bastante diferente do que seria esperado.

## Elenco
| Ator               | Papel                 |
| ------------------ | --------------------- |
| Ralph Fiennes      | Justin Quayle         |
| Rachel Weisz       | Tessa                 |
| Daniele Harford    | Miriam                |
| Danny Huston       | Sandy                 |
| Bill Nighy         | Sir Bernard Pellegrin |
| Hubert Koundé      | Arnold Bluhm          |
| Richard McCabe     | Ham                   |
| Gerard McSorley    | Sir Kenneth Curtiss   |
| Pete Postlethwaite | Marcus Lorbeer        |
| Anneke Kim Sarnau  | Birgit                |
| Jason Thornton     | Thomas                |
| John Keogh         | oficial da imigração  |

## Principais prêmios e indicações
| Ano  | Prêmio                              | Categoria                           | Recipiente                          | Resultado | Ref.   |
| ---- | ----------------------------------- | ----------------------------------- | ----------------------------------- | --------- | ------ |
| 2005 | Festival de Veneza                  | Leão de Ouro                        | O Jardineiro Fiel                   | Indicado  | [ 7 ]  |
| 2005 | New York Film Critics Online Awards | Top Filmes do Ano                   | Top Filmes do Ano                   | Venceu    | [ 8 ]  |
| 2005 | New York Film Critics Online Awards | Melhor Diretor                      | Fernando Meirelles                  | Venceu    | [ 9 ]  |
| 2005 | British Independent Film Awards     | Melhor Filme Britânico Independente | Melhor Filme Britânico Independente | Venceu    | [ 10 ] |
| 2005 | British Independent Film Awards     | Melhor Ator                         | Ralph Fiennes                       | Venceu    | [ 10 ] |
| 2005 | British Independent Film Awards     | Melhor Atriz                        | Rachel Weisz                        | Venceu    | [ 10 ] |
| 2005 | British Independent Film Awards     | Melhor Diretor                      | Fernando Meirelles                  | Indicado  | [ 10 ] |
| 2005 | British Independent Film Awards     | Melhor Roteiro                      | Jeffrey Caine                       | Indicado  | [ 10 ] |
| 2005 | British Independent Film Awards     | Melhor Ator/Atriz Coadjuvante       | Bill Nighy                          | Indicado  | [ 10 ] |
| 2005 | British Independent Film Awards     | Melhor Realização Técnica           | Cesar Charlone                      | Indicado  | [ 10 ] |
| 2006 | Oscar                               | Melhor atriz coadjuvante            | Rachel Weisz                        | Venceu    | [ 11 ] |
| 2006 | Oscar                               | Melhor roteiro adaptado             | Jeffrey Caine                       | Indicado  | [ 11 ] |
| 2006 | Oscar                               | Melhor edição                       | Claire Simpson                      | Indicado  | [ 11 ] |
| 2006 | Oscar                               | Melhor trilha sonora                | Alberto Iglesias                    | Indicado  | [ 11 ] |
| 2006 | Globo de Ouro                       | Melhor filme - drama                | Melhor filme - drama                | Indicado  | [ 12 ] |
| 2006 | Globo de Ouro                       | Melhor direção                      | Fernando Meirelles                  | Indicado  | [ 12 ] |
| 2006 | Globo de Ouro                       | Melhor atriz coadjuvante            | Rachel Weisz                        | Venceu    | [ 12 ] |
| 2006 | BAFTA                               | Melhor Filme                        | Melhor Filme                        | Indicado  | [ 13 ] |
| 2006 | BAFTA                               | Melhor Filme Britânico              | Melhor Filme Britânico              | Indicado  | [ 13 ] |
| 2006 | BAFTA                               | Melhor Diretor                      | Fernando Meirelles                  | Indicado  | [ 13 ] |
| 2006 | BAFTA                               | Melhor Ator                         | Ralph Fiennes                       | Indicado  | [ 13 ] |
| 2006 | BAFTA                               | Melhor Atriz                        | Rachel Weisz                        | Indicada  | [ 13 ] |
| 2006 | BAFTA                               | Melhor Roteiro Adaptado             | Jeffrey Caine                       | Indicado  | [ 13 ] |
| 2006 | BAFTA                               | Melhor Fotografia                   | Cesar Charlone                      | Indicado  | [ 13 ] |
| 2006 | BAFTA                               | Melhor Montagem                     | Claire Simpson                      | Venceu    | [ 13 ] |
| 2006 | BAFTA                               | Melhor trilha sonora                | Alberto Iglesias                    | Indicado  | [ 13 ] |
| 2006 | SAG Awards                          | Melhor Atriz Coadjuvante            | Rachel Weisz                        | Venceu    | [ 14 ] |
| 2006 | Goya                                | Melhor Filme Europeu                | Melhor Filme Europeu                | Indicado  | [ 15 ] |
| 2006 | Critics' Choice Awards              | Melhor Filme                        | Melhor Filme                        | Indicado  | [ 9 ]  |
| 2006 | Critics' Choice Awards              | Melhor Atriz Coadjuvante            | Rachel Weisz                        | Indicada  | [ 9 ]  |
| 2007 | Grande Prêmio do Cinema Brasileiro  | Melhor Filme Estrangeiro            | Melhor Filme Estrangeiro            | Venceu    | [ 16 ] |